# Tormenta en el paraíso
Tormenta en el paraíso è una telenovela messicana trasmessa su Canal de las Estrellas dal 12 novembre 2007 al 25 luglio 2008.

## Personaggi
- Aymar Lazcano Mayu, interpretata da Sara Maldonado
- Nicolás Bravo Andrade, interpretato da Erick Elías
- Maura Durán Linares/Karina Rossemberg, interpretata da Mariana Seoane
- Eliseo Bravo, interpretato da Alejandro Tommasi